# Outil
Outil ist ein Ort und eine ehemalige Gemeinde (Freguesia) im portugiesischen Kreis Cantanhede. Die Gemeinde hatte 857 Einwohner (Stand 30. Juni 2011).
Am 29. September 2013 wurden die Gemeinden Outil und Portunhos zur neuen Gemeinde União das Freguesias de Portunhos e Outil zusammengeschlossen.